# (31600) Somasundaram
1999 FJ51 (asteroide 31600) é um asteroide da cintura principal. Possui uma excentricidade de 0.11278280 e uma inclinação de 4.62354º.
Este asteroide foi descoberto no dia 20 de março de 1999 por LINEAR em Socorro.